# 안드리야 모호로비치치
안드리야 모호로비치치(크로아티아어: Andrija Mohorovičić, 1857년 ~ 1936년)는 크로아티아 태생의 유고슬라비아의 지구물리학자이다. 프라하 대학교에서 수학하였다. 지진을 연구하여 지각과 맨틀 사이의 경계면을 발견하여 모호로비치치 불연속면이라 이름을 붙였다.

## 참고 문헌
- 이 문서에는 다음커뮤니케이션(현 카카오)에서 GFDL 또는 CC-SA 라이선스로 배포한 글로벌 세계대백과사전의 내용을 기초로 작성된 글이 포함되어 있습니다.